# 나주역
나주역(Naju station, 羅州驛)은 전라남도 나주시 송월동에 있는 호남선의 철도역이다.
이전의 나주역은 시설이 낡고 역사가 좁아 새마을호가 무정차 통과하여 영산포역이 여객 수요를 대신하였으나, 호남선이 복선화된 후 2001년 7월 10일 영산포역과 여객 기능을 통합하여 전라남도 나주시 송월동으로 이전하였다. 모든 여객열차가 정차하고 있으며 호남선, 호남고속선과 광주송정역을 경유하여 경전선을 이용할 수 있다. 2015년 4월 2일 호남고속철도 1단계 구간 개통과, 2016년 12월 9일 수서고속철도 개통으로 KTX는 1일 29회, SRT는 1일 18회 운행하여 총 47회 정차한다.
호남고속철도 2단계 구간인 광주송정 - 목포 구간은 국토교통부의 2017년 11월 30일 발표로 무안국제공항 경유가 최종 확정되어, 오송 - 익산 - 광주송정 - 나주 - 무안국제공항 - 임성리 - 목포로 변경되었다. 우선 광주송정 - 고막원 구간은 2017년부터 2019년까지 기존 호남선을 고속화했으며, 고막원 - 임성리 구간은 2020년부터 2025년까지 공사를 진행하게 된다. 이에 따라 나주역은 2019년 10월 31일 준공 목표로 총사업비 240억 원을 들여 건축면적 4,300m2 규모(기존역 개축 및 선상연결 통로 포함)로 증축되었다.

## 역사
- 1913년 7월 1일 : 보통역으로 영업 개시[1]
- 1925년 10월 23일 : 구 역사 준공
- 1963년 4월 1일 : 구내확장 및 호비나주공장 전용선 부설
- 1999년 1월 1일 : 소화물 취급 중단[2]
- 2001년 7월 10일 : 신 역사로 이전 영업 개시 및 소화물 취급 지정, 5급역 승격(영산포역과 통합)[3]
- 2004년 4월 1일 : KTX 정차
- 2006년 5월 1일 : 소화물 취급 중지
- 2016년 12월 9일 : SRT 정차
- 2020년 3월 20일 : 선상 증축 역사 준공
- 2023년 9월 1일 : ITX-마음 운행 개시

## 역 구조
2면 4선식 쌍섬식 승강장으로 운용된다.

### 승강장
| ↑광주송정   |
| 34 \| 56 \| |
| 다시↓       |

| 3 | 호남선 상행 | 사용하지 않음                              |                                                                         |
| 4 | 호남선 상행 | KTX · SRT                                  | 행신 · 수서 · 용산 · 천안아산 · 익산 방면                               |
| 4 | 호남선 상행 | ITX-새마을 · ITX-마음 · 무궁화호           | 용산 · 부전 · 순천 · 수원 · 천안 · 서대전 · 익산 · 장성 · 광주송정 방면 |
| 5 | 호남선 하행 | KTX · SRT ITX-새마을 · ITX-마음 · 무궁화호 | 다시 · 함평 · 무안 · 몽탄 · 일로 · 임성리 · 목포 방면                   |
| 6 | 호남선 하행 | 사용하지 않음                              |                                                                         |

## 구 나주역
원래 죽림동에 있었던 구 나주역은 1929년 광주로 통학하였던 한국인 학생들과 일본인 학생들이 충돌한 사건을 시초로 하는 광주학생독립운동의 발원지라는 의의가 있어서, 전라남도 기념물 제183호로 지정되었다. 구 나주역 역사는 2007년 중순에 전면 개·보수를 거쳐 온전한 상태로 보존되어 있다.

## 인접한 역
| 호남선 (KTX·SRT)                    | 호남선 (KTX·SRT)              | 호남선 (KTX·SRT)         |
| ----------------------------------- | ----------------------------- | ------------------------ |
| 광주송정 행신 방면                  | KTX 호남선                    | 목포 방면                |
| 광주송정 서울 방면                  | KTX 호남선 서대전 · 김제 경유 | 목포 방면                |
| 광주송정 수서 방면                  | SRT 호남선                    | 목포 방면                |
| 호남선 (일반열차)                   |                               |                          |
| 광주송정 용산 방면                  | ITX-새마을 · ITX-마음 호남선  | 함평 목포 방면           |
| 광주송정 용산 · 광주 방면 부전 방면 | 무궁화호 호남선 경전선        | 다시 목포 방면 목포 방면 |

## 갤러리

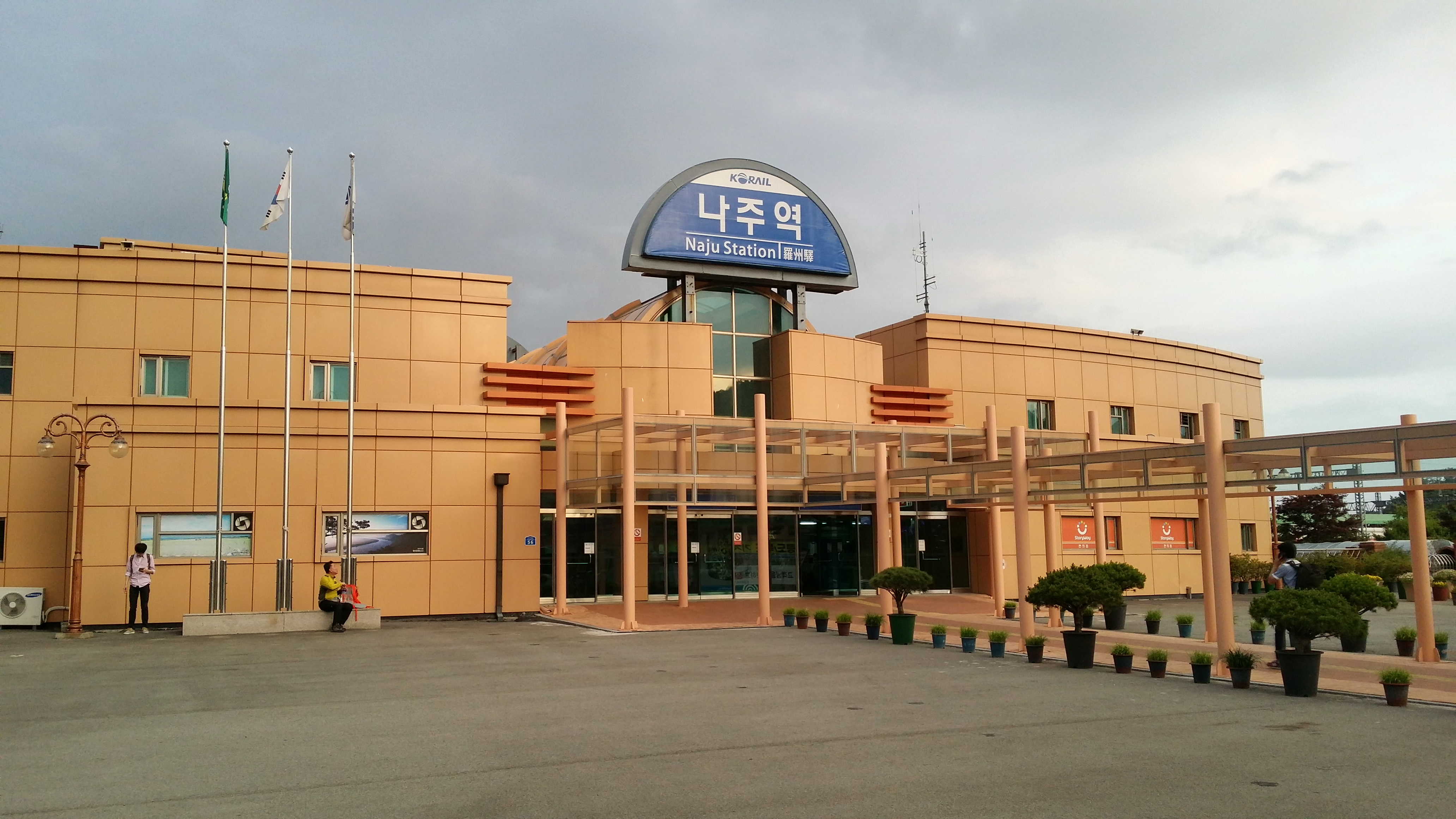
2014년 나주역 전경
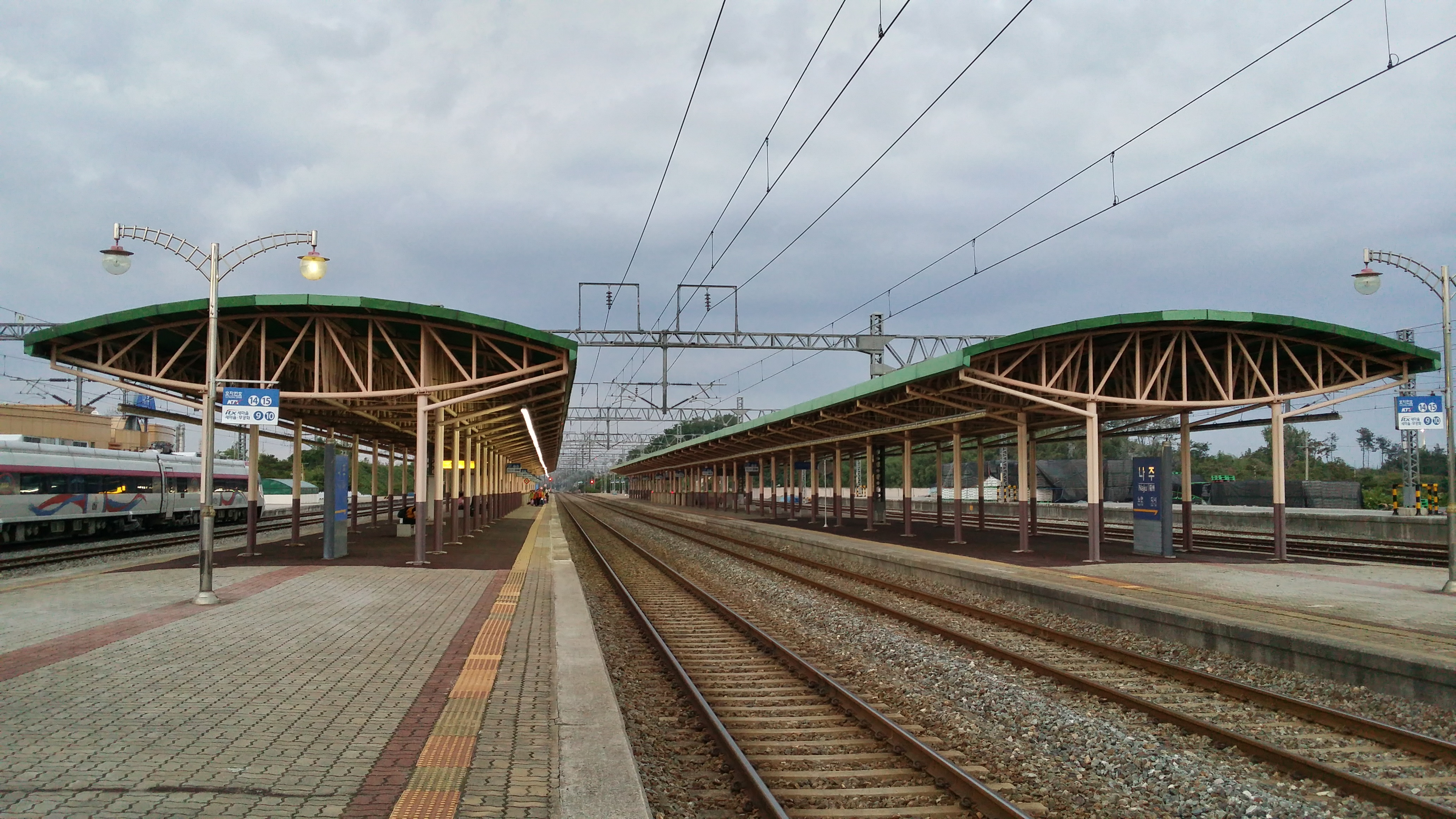
나주역 플랫폼

## 참고 문헌
- 《기차여행 컨설팅북》, 변지우, 윤세은, 이정선 외 1명 저, 알에이치코리아(2013년)